# Тегизчил
Тегизчил (кирг. Тегизчил) — село в Ак-Суйском районе Иссык-Кульской области Кыргызстана. Административный центр Кара-Джалского аильного округа. Код СОАТЕ — 41702 205 812 01 0.

## Население
По данным переписи 2009 года, в селе проживало 1509 человек.
По данным переписи 2017 года, в селе проживало 2000 человек
Средняя школа, расположенная в селе носит имя народного артиста Киргизской ССР Касымаалы Эшимбекова.

## Известные уроженцы
Касымаалы Эшимбеков — киргизский советский актёр театра и кино, певец, тенор. Народный артист Киргизской ССР (1939). Один из основателей Киргизского профессионального театра.